# 足立区立西新井第二小学校
足立区立西新井第二小学校（あだちくりつ にしあらいだいにしょうがっこう）は、東京都足立区にある公立小学校。スクールカラーは黄緑。略称は西二小（にしにしょう）。

## 沿革
- 1964年4月1日 - 足立区立西新井第一小学校分校として西新井第一小学校の校舎を借用して開校。
- 1964年6月30日 - 校舎竣工。
- 1964年9月1日 - 西新井第一小学校から独立して、足立区立西新井第二小学校が開校する。
- 1964年11月4日 - 開校記念式典並びに祝賀会を挙行する。毎年この日が開校記念日となり休業となる。
- 1968年3月6日 - 体育館落成式を行う。
- 1969年8月1日 - プール落成式を行う。
- 1972年4月1日 - 足立区立西伊興小学校開校。西新井三丁目（西新井第三団地）と西伊興町60番地から68番地の児童が移った。

## 校歌
- 作詞：サトウハチロー
- 作曲：渡邊浦人

## 校章
校章は開校した年に開催された東京オリンピックの五輪のマークと梅の花をもとにしている。

## 学区域
- 西新井二丁目全域
- 西新井四丁目全域
- 西新井五丁目全域
- 足立区立西新井中学校の学区域でもある

## クラブ活動
- 球技
- サッカー
- バドミントン
- 卓球
- 料理・手芸
- パソコン
- 器楽
- 科学
- 図工
- マンガ
- 陸上
- 手芸
- 囲碁・将棋
- バスケット

## 交通アクセス
- 東武バス「西新井消防署前」停留所から徒歩2分
- 東京都交通局日暮里・舎人ライナー「谷在家駅」から徒歩15分
- 東武大師線「大師前駅」から徒歩15分
- 東武伊勢崎線（東武スカイツリーライン）「竹ノ塚駅」から徒歩20分